# Kameron Hurley
Œuvres principales
- Série The Bel Dame Apocrypha
- Série Worldbreaker Saga
- Les étoiles sont légion
- The Geek Feminist Revolution
- We Have Always Fought

Kameron Hurley, née le 12 janvier 1980 à Battle Ground dans l'État de Washington, est une autrice américaine de science-fiction et de fantasy, féministe engagée. Considérée comme une nouvelle voix emblématique de la science-fiction, elle remporte le prix Hugo 2014 pour son article We Have Always Fought: Challenging the Women, Cattle and Slaves Narrative et le prix Locus 2017 pour son recueil d'essai The Geek Feminist Revolution, dans lesquels elle exprime la difficulté pour les femmes de percer dans le monde machiste de la production littéraire de science-fiction.
Kameron Hurley aborde la science-fiction sous un angle féministe et queer, en présentant des mondes complexes avec des personnages de femmes guerrières et magiciennes très fortes, tout en réfutant la partition entre bien et mal dans le déroulement de ses épopées décalées. La question principale pour elle est de mettre en scène des personnes monstrueuses mais qui peuvent opérer des choix pour infléchir les conséquences de leurs actes.

## Biographie
Kameron Hurley naît le 12 janvier 1980 à Battle Ground, dans l'état de Washington. Elle habite ensuite à Fairbanks (Alaska), Durban (Afrique du Sud) et Chicago. Elle réside actuellement à Dayton dans l'Ohio.
Kameron Hurley obtient une licence en histoire à l'université de l'Alaska à Fairbanks, et une maîtrise à l'Université de KwaZulu-Natal à Durban, en Afrique du Sud, se spécialisant dans l'histoire des mouvements de résistance sud-africains.
Elle vit à Chicago pendant quatre ans avant de s'installer à Dayton, dans l'Ohio. Elle trouve un métier alimentaire en se spécialisant dans l'écriture de textes pour des sociétés de services financiers, puis de marketing, et devient rédactrice pour une société de logiciels.

### Carrière en tant qu'écrivaine de science-fiction
Comme elle l'explique dans son essai The Geek Feminist Revolution, son ambition est de devenir écrivaine de science-fiction. Elle a forgé les prémisses de certains de ses mondes fictionnels, comme celui de son roman The Mirror Empire dès son adolescence, mais elle a du faire preuve de ténacité pour arriver enfin à publier. Elle indique avoir été fortement influencée par Joanna Russ, et apprécier des univers comme celui de Mad Max.

#### L'univers de la trilogie deThe Bel Dame Apocrypha
Elle commence par publier des nouvelles en 1998 avec son blog Brutal Women. Elle participe à l'atelier Clarion West en 2000. Elle obtient un premier contrat avec la maison d'édition américaine Bantam en 2008, qui n'aboutit cependant pas. Son premier roman, God's War, de la trilogie The Bel Dame Apocrypha dont le personnage principal est Nyx, une femme bisexuelle badass, qui boit, aime le sexe et est chasseuse de prime, sort en 2011 chez Night Shade. Il obtient le prix Sydney J. Bounds du meilleur nouvel auteur et le prix Kitschy du meilleur premier roman. Il est nommé pour les prix James Tiptree, Jr., Nebula, Locus, Arthur-C.-Clarke et British Science Fiction. Les deux suivants ne rencontrèrent pas le même succès, en raison des difficultés financières de l'éditeur.
The Bel Dame Apocrypha, est ce que Hurley appelle du « bugpunk » : elle se déroule sur une planète désertique du futur lointain dont la technologie est basée sur les insectes et dont les cultures matriarcales, inspirées par l'Islam, sont enfermées dans une guerre perpétuelle.

#### Worldbreaker Saga
Sa deuxième trilogie, la Worldbreaker Saga, est une fantasy épique sinistre et violente qui joue avec les codes du grimdark et subvertit le trope du voyage du héros, sur fond de civilisations vivant dans des mondes miroirs et orchestrant des génocides sur fond de catastrophe écologique. Le parcours sinueux des principaux personnages au cours de l'histoire rend impossible une démarcation nette entre « méchants » et « gentils », une tendance de la SF que Kameron a beaucoup critiqué dans son essai Geek Feminist Revolution. Ses œuvres remettent en cause les tropes traditionnels de la SF en reconstruisant totalement la façon dont les femmes sont représentées dans les fictions narratives.
Elle revendique ainsi la création de personnages monstrueux, avec la revendication de la monstruosité comme profondément humaine, avec cependant la possibilité du choix menant à de moindres monstruosités pour ses personnages, et quel que soit le genre de ses personnages, qui peuvent également changer ou être brouillé, tout comme leur orientation sexuelle,.

#### Essayiste avec The Geek Feminist Revolution
Son premier livre de non-fiction, le recueil d'essais The Geek Feminist Revolution, a été publié en 2016. Hurley remporte pour cette œuvre le Prix British Fantasy de la meilleure œuvre de non-fiction et le Prix Locus en 2017.
En 2017, elle publie The Stars are Legion, un space opéra traduit en français sous le nom Les étoiles sont légion. Dans ce roman les personnages masculins sont totalement absents, dans un monde, pointant ironiquement l'absence de la représentation des femmes dans le genre du space opéra classique.

#### The Light Brigade
En 2019, elle publie The Light Brigade, un roman militaire de science-fiction sur le thème du voyage dans le temps. Le roman est basé sur une première nouvelle écrite en 2015, et reprend le trope exploré dans Étoiles, garde-à-vous !, La Guerre éternelle ou Le Vieil Homme et la Guerre. Hurley y traite le thème des soldats entrainés et poussés à bout pour se battre aveuglément pour leur camp, puis remis sur pied dans une boucle infernale, en y subvertissant le genre puisque ses soldats sont aussi des soldates. Le monde qu'elle décrit dispose également de la possibilité de voyager dans le temps en décomposant les corps des soldates en lumière. Hurley livre une critique féroce du système capitaliste et de l'emprise des grandes corporations commerciales, dans une situation militaire stratégique ou l'enjeu pour les grandes corporation n'est pas d'éliminer le mal pour établir le bien, mais d'établir une emprise totalitaire sur le monde. L'héroïne du roman, désorientée par les sauts dans le temps, tente de reprendre le contrôle tant de ses actes que de la chronologie de sa vie et de ses pensées,.
Kameron Hurley est considérée comme « une nouvelle prodige sur la scène de la science-fiction et de la fantasy, ou pour le moins comme une nouvelle voix très décalée ». Le roman Les étoiles sont légion est le seul ouvrage de Kameron Hurley traduit en français.
Kameron Hurley apporte une perspective LGBTIQ dans ses œuvres, avec une mise en scène de femmes fortes et badass, aux tendances bisexuelles et lesbiennes,.

## Récompenses
En 2012, Kameron Hurley remporte le prix Sydney J. Bounds du meilleur nouvel auteur (prix British Fantasy).
En 2014, elle remporte le prix Hugo du meilleur écrivain amateur ainsi que le prix Hugo du meilleur livre non-fictif ou apparenté pour We Have Always Fought: Challenging the Women, Cattle and Slaves Narrative.
En 2017, elle remporte pour The Geek Feminist Revolution le prix British Fantasy de la meilleure œuvre non-fictive ainsi que le prix Locus du meilleur livre non-fictif.
Elle remporte le prix Ignotus du meilleur roman étranger en 2018 pour Les étoiles sont légion et en 2020 pour son roman The Light Brigade.

## Œuvres

### SérieThe Bel Dame Apocrypha
1. (en) God's War, 2010Nommé au prix Nebula du meilleur roman 2011 et au prix Arthur-C.-Clarke 2014
2. (en) Infidel, 2011
3. (en) Rapture, 2012

- (en) Apocalypse Nyx, 2018, recueil de nouvelles

### SérieWorldbreaker Saga
1. (en) The Mirror Empire, 2014
2. (en) Empire Ascendant, 2015
3. (en) The Broken Heavens, 2020

### Romans indépendants
- Les étoiles sont légion, Albin Michel, coll. « Imaginaire », 2018 ((en) The Stars Are Legion, Pocket Books, 2017), trad. Gilles Goullet  (ISBN 978-2-226-43693-1)Réédition, Le Livre de poche no 36167, 2021 (ISBN 978-2-253-10340-0). Prix Ignotus du meilleur roman étranger 2018
- (en) The Light Brigade, 2019Prix Ignotus du meilleur roman étranger 2020. Nommé au prix Hugo du meilleur roman 2020 et au prix Arthur-C.-Clarke 2020.

### Recueils de nouvelles indépendants
- (en) Meet Me in the Future, 2019
- (en) Future Artifacts, 2022

### Essais
- (en) We Have Always Fought: Challenging the Women, Cattle and Slaves Narrative, 2013Prix Hugo du meilleur livre non-fictif ou apparenté 2014
- The Geek Feminist Revolution, 2016Prix British Fantasy de la meilleure œuvre non-fictive 2017 et prix Locus du meilleur livre non-fictif 2017. Nommé au prix Hugo du meilleur livre non-fictif ou apparenté 2017.